# Unalia fitzgeraldi
Unalia fitzgeraldi är en insektsart som först beskrevs av Boris Petrovich Uvarov 1953.  Unalia fitzgeraldi ingår i släktet Unalia och familjen gräshoppor. Inga underarter finns listade i Catalogue of Life.